# Železniško postajališče Trzin
Železniško postajališče Trzin je eno izmed železniških postajališč v Sloveniji, ki oskrbuje severni del Trzina in bližnje naselje Depala vas.